# Ekonomikumparken
Ekonomikumparken, ibland kallad Ekoparken, är en stor gräsyta bakom institutionsbyggnaden Ekonomikum i Uppsala. Parken ligger i direkt anslutning till Observatorieparken. År 2009 byggdes studentbostäder i den nordvästra delen av parken.
Den sista april varje år samlas tusentals ungdomar i Ekonomikumparken för att fira vårens ankomst.